# Gmach Kancelarii Prezesa Rady Ministrów

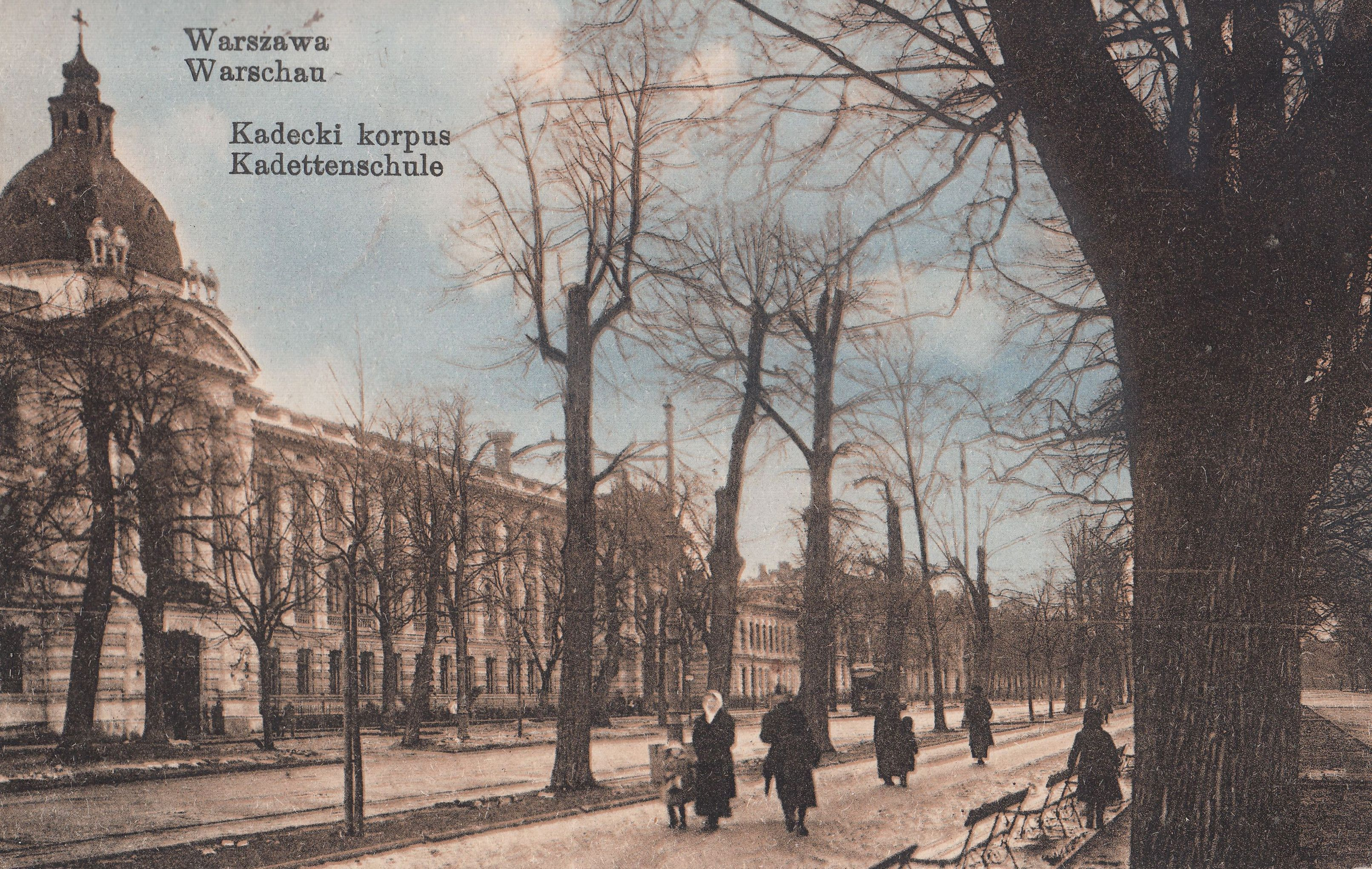
Gmach w czasie I wojny światowej

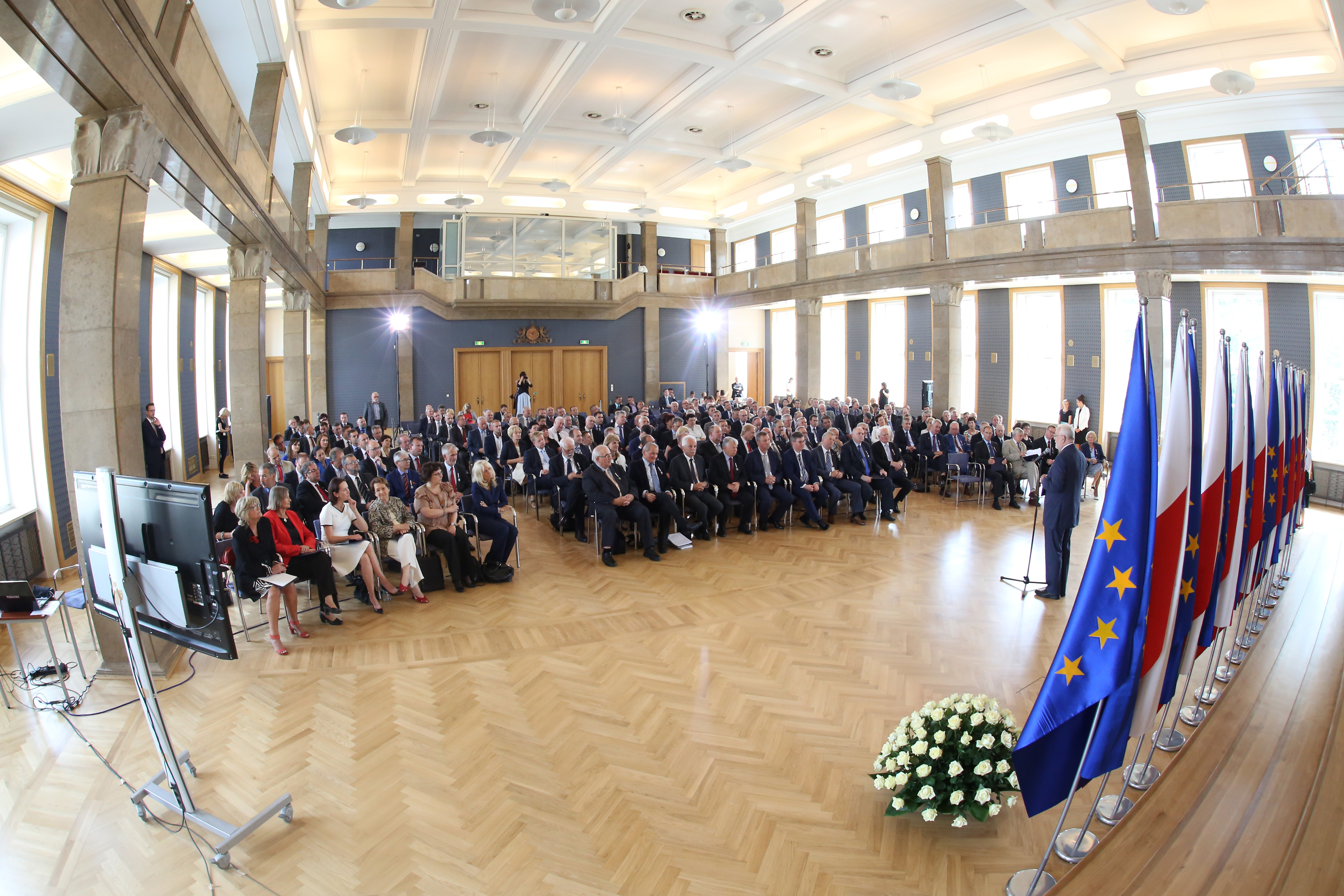
Sala Kolumnowa, od 13 grudnia 2015 roku Sala im. Anny Walentynowicz

Gmach Kancelarii Prezesa Rady Ministrów, pierwotnie gmach główny zespołu koszar Korpusu Kadetów im. Suworowa, później m.in. gmach Urzędu Rady Ministrów – budynek znajdujący się przy Alejach Ujazdowskich 1/3 w Warszawie, siedziba Kancelarii Prezesa Rady Ministrów. 
Powstał w 1900 roku z przeznaczeniem dla rosyjskiego korpusu kadetów. Po przebudowie w 1926 stał się siedzibą Szkoły Podchorążych Piechoty. Po zakończeniu II wojny światowej w gmachu mieściły się siedziba Rady Państwa oraz Urząd Rady Ministrów, który przeniósł się tam z obecnego Pałacu Prezydenckiego.

## Opis
W 1900 roku na terenie należącym do Skarbu Imperium Rosyjskiego rozpoczęto budowę kompleksu koszar Korpusu Kadetów im. Aleksandra Suworowa. Gmach został ulokowany w miejscu stacjonowania Litewskiego Pułku Lejbgwardii. Budynek zaprojektował Wiktor Junosza-Piotrowski, a prace budowlane obyły prowadzone pod nadzorem Henryka Juliana Gaya. W listopadzie 1902 wyświęcono znajdującą się tam cerkiew Opieki Matki Bożej. Prace zakończono w 1903 roku. Wzdłuż Alei Ujazdowskich, od dzisiejszej ul. Bagatela do placu Na Rozdrożu, powstały mniej reprezentacyjne budynki koszarowe.
W 1914, po wybuchu I wojny światowej, budynek został przebudowany w stylu neorenesansowym według projektu Stefana Szyllera z przeznaczeniem na miejski lazaret. Posiadał 9 oddziałów chirurgicznych i 2 wewnętrzne przeznaczone dla chorych i rannych żołnierzy, a także 50-łóżkowy oddział dla oficerów. Lazaret został później powiększony do 1750, a następnie 1950 łóżek. 
W wyniku ofensywy niemieckiej i wycofania się wojsk rosyjskich miasto zostało zajęte przez Niemców, a kompleks budynków przekształcono w forteczny szpital wojskowy Festungslazarett N.1. Szpital działał do listopada 1918 roku. Po pertraktacjach z Radą Żołnierską szpitala, podjętych przez oficerów polskiej Szkoły Podchorążych Piechoty z Ostrowi Mazowieckiej, obiekt przejęto bez walki w zamian za ułatwienie ewakuacji chorych i rannych żołnierzy niemieckich do ojczyzny. 20 listopada Szkoła Podchorążych Piechoty przejęła budynek.
Podczas przewrotu majowego w 1926, batalion Szkoły Podchorążych Piechoty opowiedział się po stronie legalnego rządu. Po przewrocie, we wrześniu 1926, szkołę przeniesiono do poprzedniej siedziby w Ostrowi Mazowieckiej. Rozpoczęto remont obiektu, podczas którego dobudowano środkowe skrzydło. Budynek uzyskał zachowany do dziś kształt litery E. W 1928 przeniesiono tu siedzibę Generalnego Inspektoratu Sił Zbrojnych, na czele którego stanął marszałek Józef Piłsudski. Skrzydło południowe, od strony ogrodu i ul. Bagatela, zajęły zbiory Centralnej Biblioteki Wojskowej oraz zasoby Muzeum Polskiego w Rapperswilu. Po przewiezieniu do Polski eksponaty zdeponowano tu do czasu wybudowania Nowego Gmachu Muzeum Narodowego w Warszawie.
We wrześniu 1939 roku, podczas oblężenia Warszawy, gmach został zbombardowany. Spłonęły Centralna Biblioteka Wojskowa oraz księgozbiór Biblioteki Rapperswilskiej. Parter budynku i skrzydło północne zajęły koszary SS. W czasie powstania warszawskiego zrujnowane skrzydło południowe, wraz z przyległym ogrodem jordanowskim, stało się miejscem egzekucji tysięcy mieszkańców Warszawy, których zwłoki palono w kotłowni budynku.
Odbudowany i rozbudowany gmach oddano do użytku w 1949. Nadbudowę gmachu o jedno piętro zrealizowano w latach 1947-1948 według projektu Zygmunta Odyniec-Dobrowolskiego. Nad częścią centralną powstała Sala Kolumnowa, mieszcząca 1000 osób, główne wejście z kolumnami wysunięto przed front budynku. Ponieważ gmach przeznaczono na siedzibę Rady Państwa, hol główny, klatka schodowa prowadząca na I piętro oraz niektóre sale zyskały charakter reprezentacyjny. Główny portyk zaprojektował Franciszek Krzywda-Polkowski, wnętrze: Jan Bogusławski, rzeźby: Stanisław Sikora, a detale z kutego żelaza i brązu są autorstwa Henryka Grunwalda. Wystrój i wyposażenie zrealizowane częściowo (malarstwo Bohdan Urbanowicz). Odbudowany gmach uzyskał w 1949 roku Nagrodę Państwową.
W latach 1953–1996 w gmachu mieścił się Urząd Rady Ministrów. Jednocześnie w okresie od 1959 do 1989 skrzydło południowe zajmowała Wyższa Szkoła Nauk Społecznych, działająca przy Komitecie Centralnym PZPR. Szkoła, w 1984 przemianowana na Akademię Nauk Społecznych, była miejscem kształcenia kadr partyjnych. W wyniku zmian ustrojowych partia przestała istnieć, pomieszczenia uczelni zajęły Biblioteka Główna URM (III piętro), Biuro Prasowe Rządu (obecnie Centrum Informacyjne Rządu – II piętro) oraz sekretariaty i gabinet Prezesa Rady Ministrów (I piętro).
W 1995 gmach główny oraz sąsiednie budynki wpisano do rejestru zabytków, jako przykład architektury reprezentacyjnej Warszawy.
Od stycznia 1997 w gmachu głównym działa Kancelaria Prezesa Rady Ministrów. We wtorki odbywają się tu cotygodniowe posiedzenia Rady Ministrów, budynek jest także miejscem pracy premiera. W budynku przyjmowane są oficjalne delegacje krajowe i zagraniczne.
Do najciekawszych architektonicznie pomieszczeń Kancelarii należą sale: Kościuszkowska, Kolumnowa, Obrazowa, im. Tadeusza Mazowieckiego (dawna Świetlikowa), im. Andrzeja Frycza Modrzewskiego oraz przeszklony hol przed dawnym gabinetem Premiera na I piętrze, połączony z reprezentacyjnymi salami: Okrągłego Stołu, Recepcyjną i Zegarową. Rada Ministrów obraduje w sali im. Frycza Modrzewskiego. Poprzednim miejscem obrad była sala Świetlikowa. W sali Obrazowej odbywają się oficjalne ceremonie. 
Gabinet Prezesa Rady Ministrów mieści się na pierwszym piętrze w skrzydle południowym (od strony ul. Bagatela).
W 2002 Kancelaria uzyskała zezwolenie na umieszczenie znaku rozpoznawczego konwencji haskiej i tablicy informującej o zabytkowym charakterze budynków.
W listopadzie 2007 roku w budynku znaleziono i usunięto niewybuch.
W 2014 roku w budynku odsłonięto popiersie Tadeusza Mazowieckiego autorstwa Adama Myjaka. W 2022 przy wejściu głównym odsłonięto pomnik Jana Olszewskiego.

## Galeria

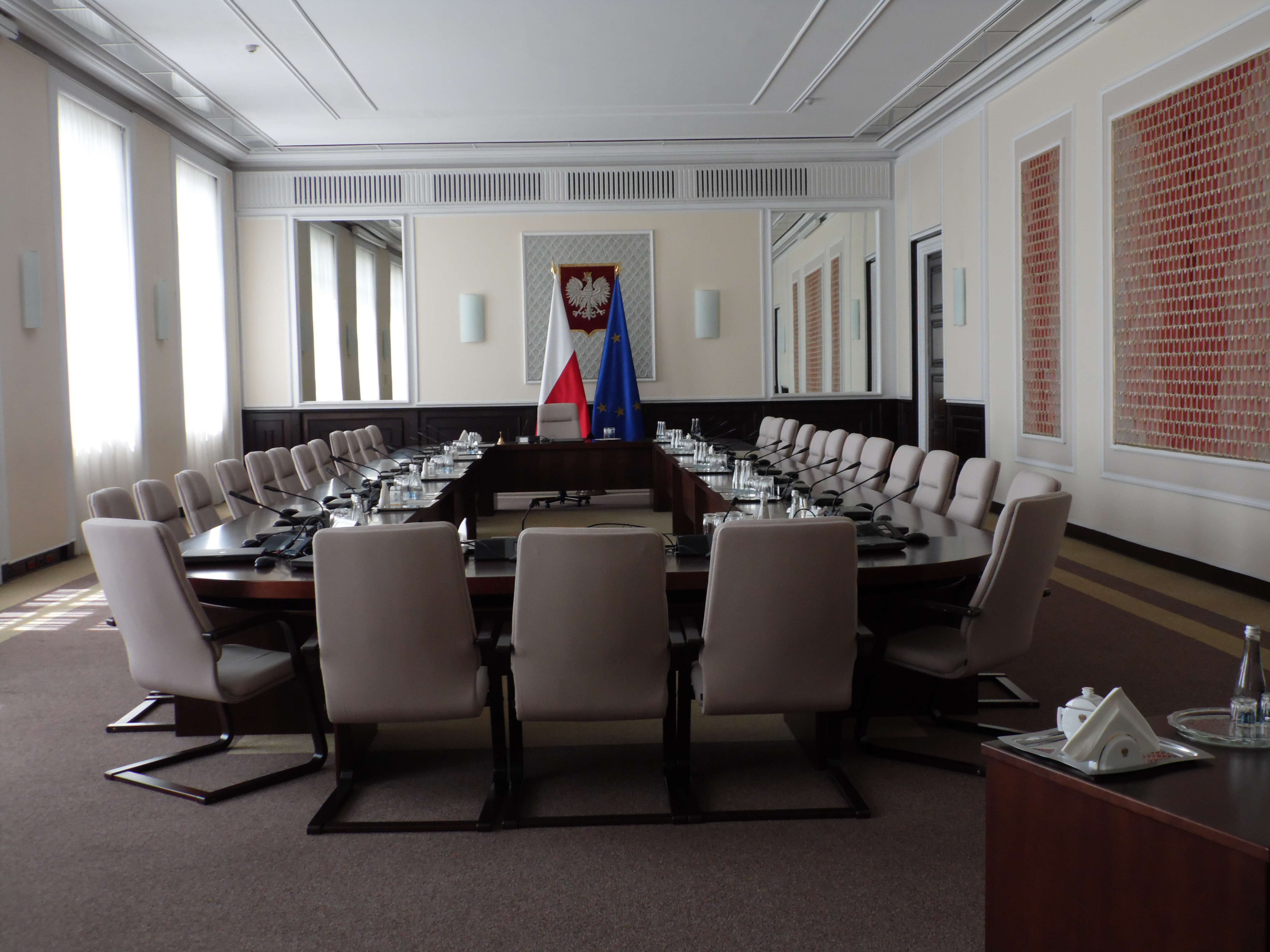
Sala im. Andrzeja Frycza Modrzewskiego w której odbywają się posiedzenia Rady Ministrów
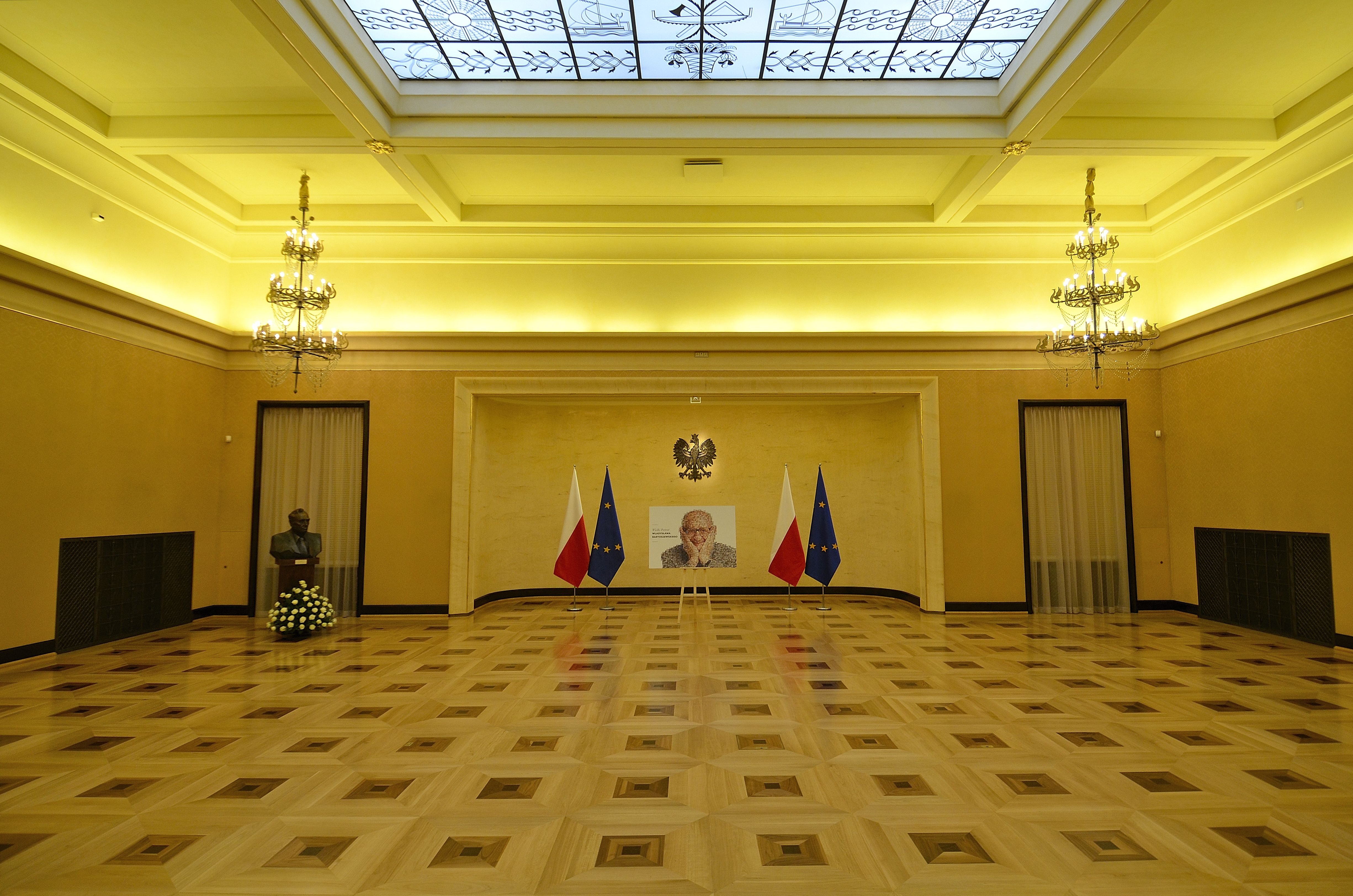
Sala im. Tadeusza Mazowieckiego (dawniej Świetlikowa), do czasu rządu Leszka Millera sala posiedzeń Rady Ministrów
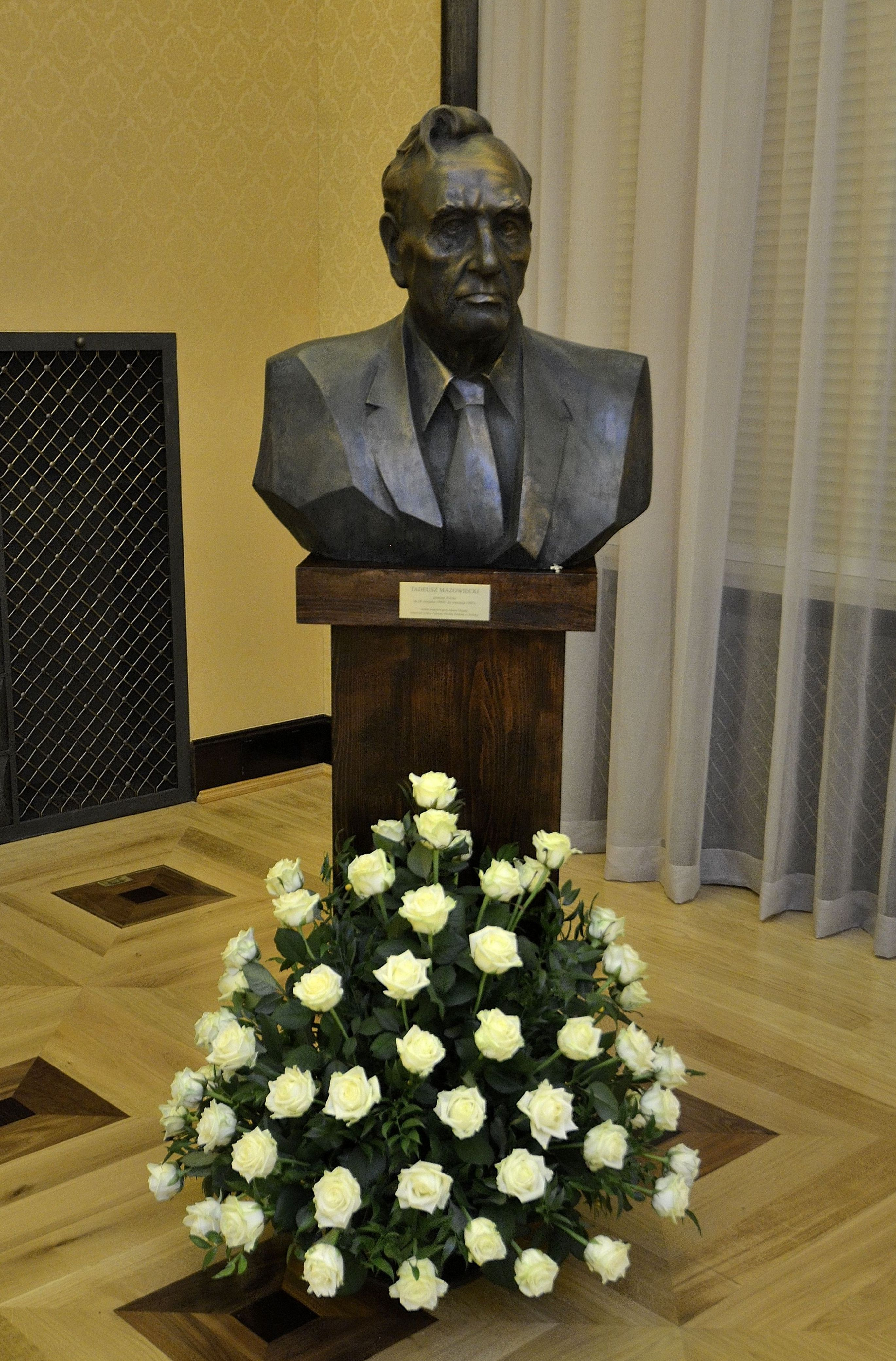
Popiersie Tadeusza Mazowieckiego w sali jego imienia
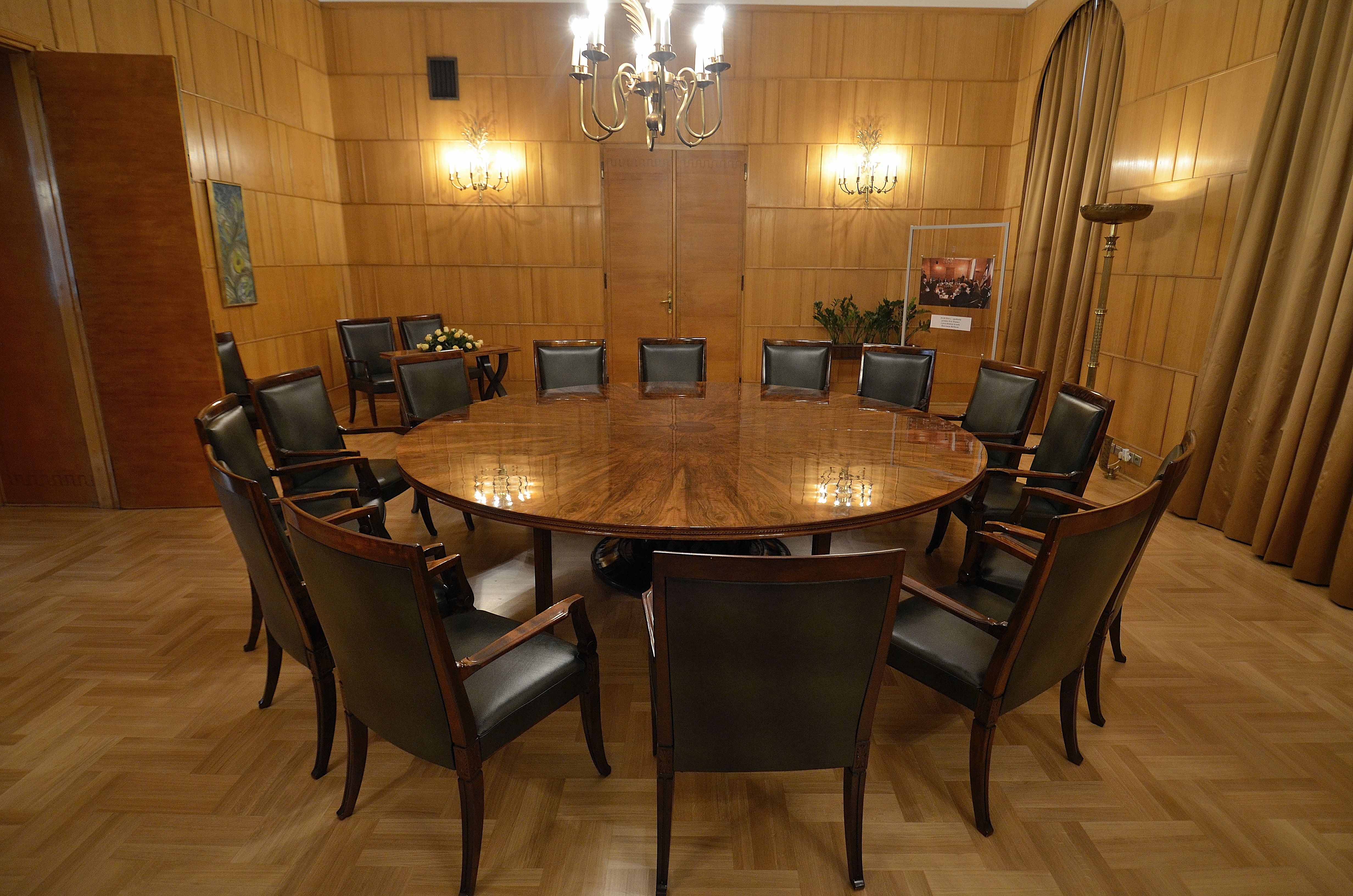
Sala Okrągłego Stołu
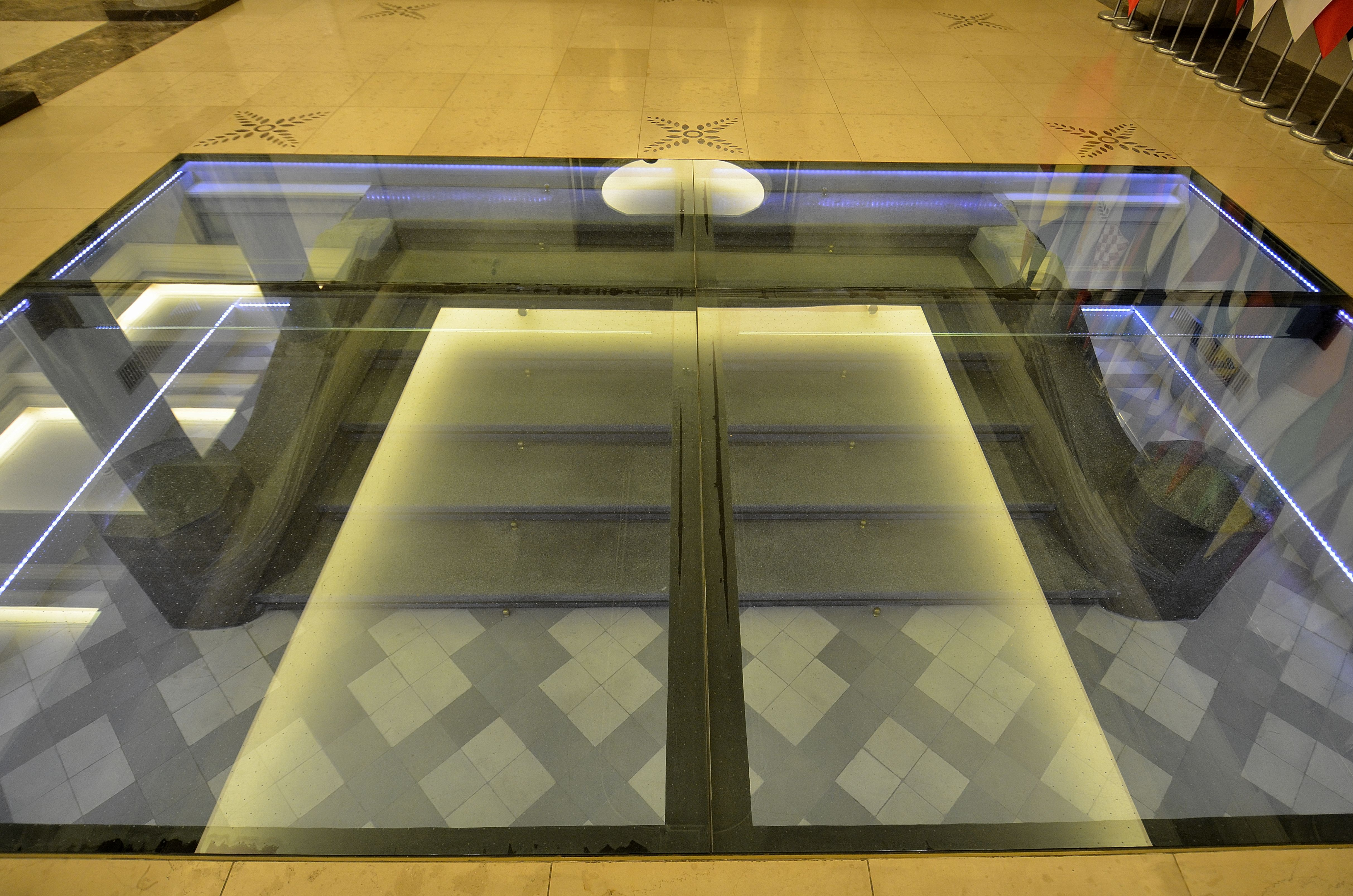
Zachowane schody do gmachu korpusu kadetów w holu głównym